# Charlotte Berlin
Charlotte Josephina Euphrosyne Aurora Constantia Berlin, född 1841 i Ystad, död 1916, var en svensk affärskvinna. 
Hon var dotter till rådmannen Johan Theodor Berlin och Anna Maria Elisabeth Ahlgren. Hon utbildades i flickskola och arbetade som pianolärare. Hon gifte sig aldrig. Hon beskrivs som orädd, självständig, begåvad, viljestark, musikalisk och beläst. Genom sitt föräldraarv kunde hon tjäna en förmögenhet genom aktieinvestering. 
Hon grundade ett museum på Dammgatan 23 i sin hemstad Ystad. Museet består av hennes bostad, som utgör ett exempel på det sena 1800-talets inredningsideal. Museet grundades då hon i sitt testamente donerade sin bostad med inredning och samlingar till Ystad. Boken Den högst originella fröken Charlotte Berlin, 2016 har utgetts om hennes liv. 

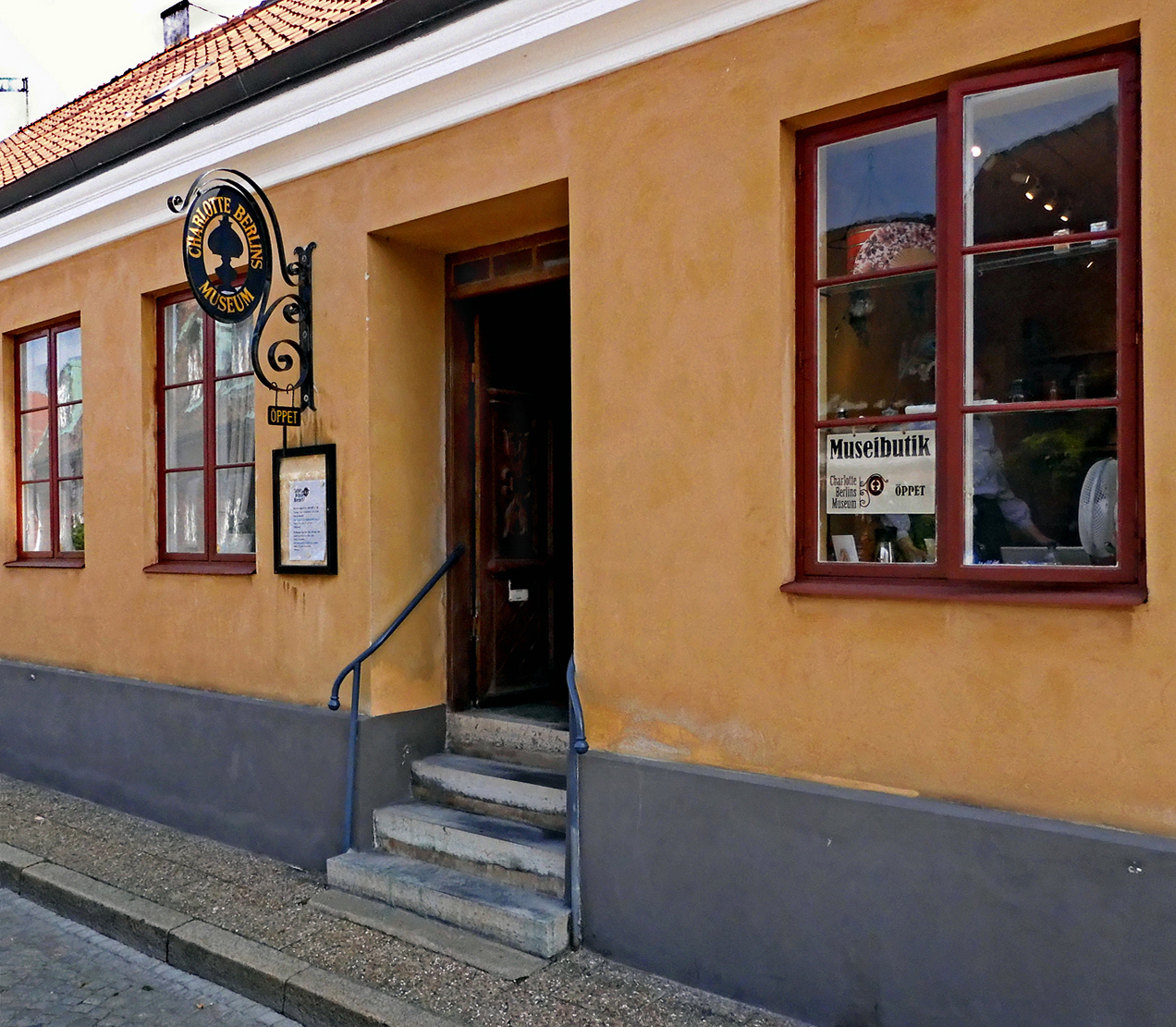
Charlotte Berlins Museum i centrala Ystad.